# Otto al III-lea de Suabia
Otto al III-lea, supranumit cel Alb, cunoscut și ca Otto de Schweinfurt (n. secolul al X-lea d.Hr. – d. 28 septembrie 1057, Schweinfurt, Bavaria, Germania), a fost margraf de Nordgau între 1024 și 1031 și ulterior duce al Suabiei din 1048 până la moarte.
Otto a fost fiul lui Henric de Schweinfurt, margraf de Nordgau și al soției sale, Gerberga de Henneberg. El a fost unul dintre cei mai puternici principi din Franconia răsăriteană, ca urmare a moștenirii unor importante posesiuni în Radenzgau și Schweinfurt. În 1014 Otto apare pentru prima dată în documente cu titlul de conte de Altmühl (sau Kelsgau). În 1024 a moștenit marca tatălui său și în 1034 a devenit conte al Naabului Inferior. De atunci și până a devenit duce de Suabia, Otto a participat la multe campanii militare imperiale în Boemia, Ungaria și Polonia.
În ianuarie 1048 la Ulm împăratul Henric al III-lea l-a numit pe Otto duce al Suabiei după o scurtă vacanță care a urmat morții ducelui Otto al II-lea. El a fost un partener legal al lui Henric. În 1035 Otto a fost logodit cu Matilda, fiica lui Boleslav I al Poloniei, dar s-a căsătorit cu Irmgard (sau Ermengarda), una dintre fiicele lui Ulric Manfred al II-lea, margraful de Torino (numit și Manfred de Susa), ca parte a planurilor politice ale tatălui său legate de Italia. Otto al III-lea a fost inactiv politic și a murit nouă ani după ce devenise duce al Suabiei fiind înmormântat în Schweinfurt.
Odată cu moartea lui Otto, a început ascensiunea politică a lui Rudolf de Rheinfelden ca duce al Suabiei, cel ce a devenit ulterior antirege al lui Henric al IV-lea.

## Familia
În urma căsătoriei lui Otto cu Irmgard (d. 29 aprilie 1078) au rezultat următorii copii:
- Berta sau Alberada (d. 1 aprilie 1103), căsătorită mai întâi cu contele Herman al II-lea de Kastl, iar apoi cu Frederic, de asemenea conte de Kastl;
- Gisela, care a moștenit Kulmbach și Plassenburg, căsătorită cu contele Berthold al III-lea de Andechs;
- Iudita (d. 1104), căsătorită prima dată cu ducele Conrad I de Bavaria, iar apoi cu contele Boto de Pottenstein;
- Eilika, abatesă în Mănăstirea Niedermünster;
- Beatrice (n. 1040 – d. 1140), moștenitoare în Schweinfurt, căsătorită cu contele Henric al II-lea de Hildrizhausen și margraf de Nordgau.